# Ikesjaure
Ikesjaure (Lulesamisk: Iggesjávrre) er en sø i Arjeplogs kommun i i landskapet Lappland  i Norrbottens län i Sverige, beliggende nær den norske grænse. Søen  ligger mellem bjergmassiverne Årjep Sávllo og Stuor-Jiervas og afvandes via bækken Iggesjåhkå som via Seldutjåhkå danner starten på  Skellefte älvs søsystem. Ikesjaure siges at  have den svenske fjeldverdens længste sandstrand.
66°49′39″N 16°8′50″Ø / 66.82750°N 16.14722°Ø